# TAAG Linhas Aéreas de Angola

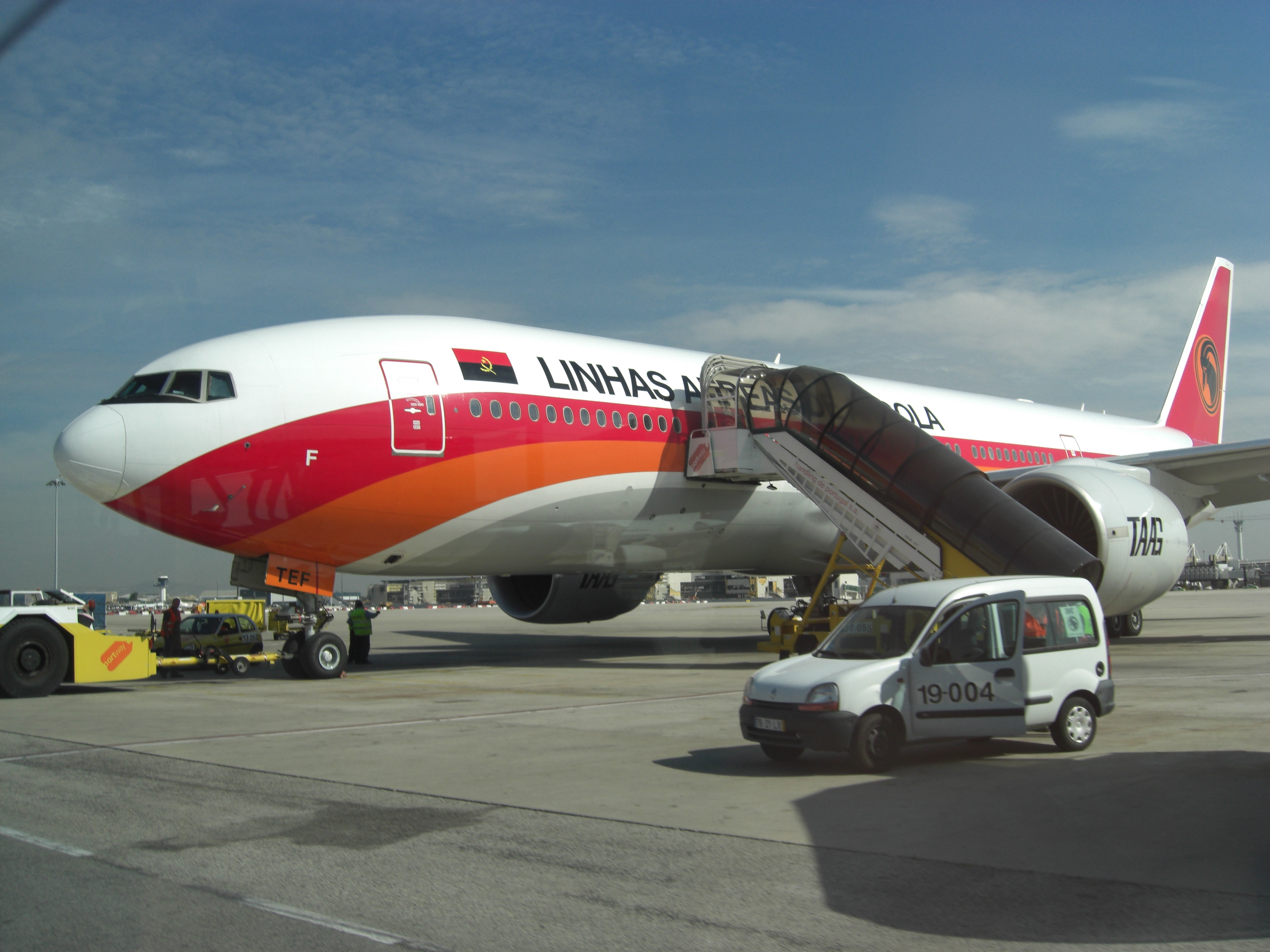
TAAG Angola Airlines Boeing 777-2M2ER no Aeroporto da Portela em Lisboa, 2 de outubro 2009.

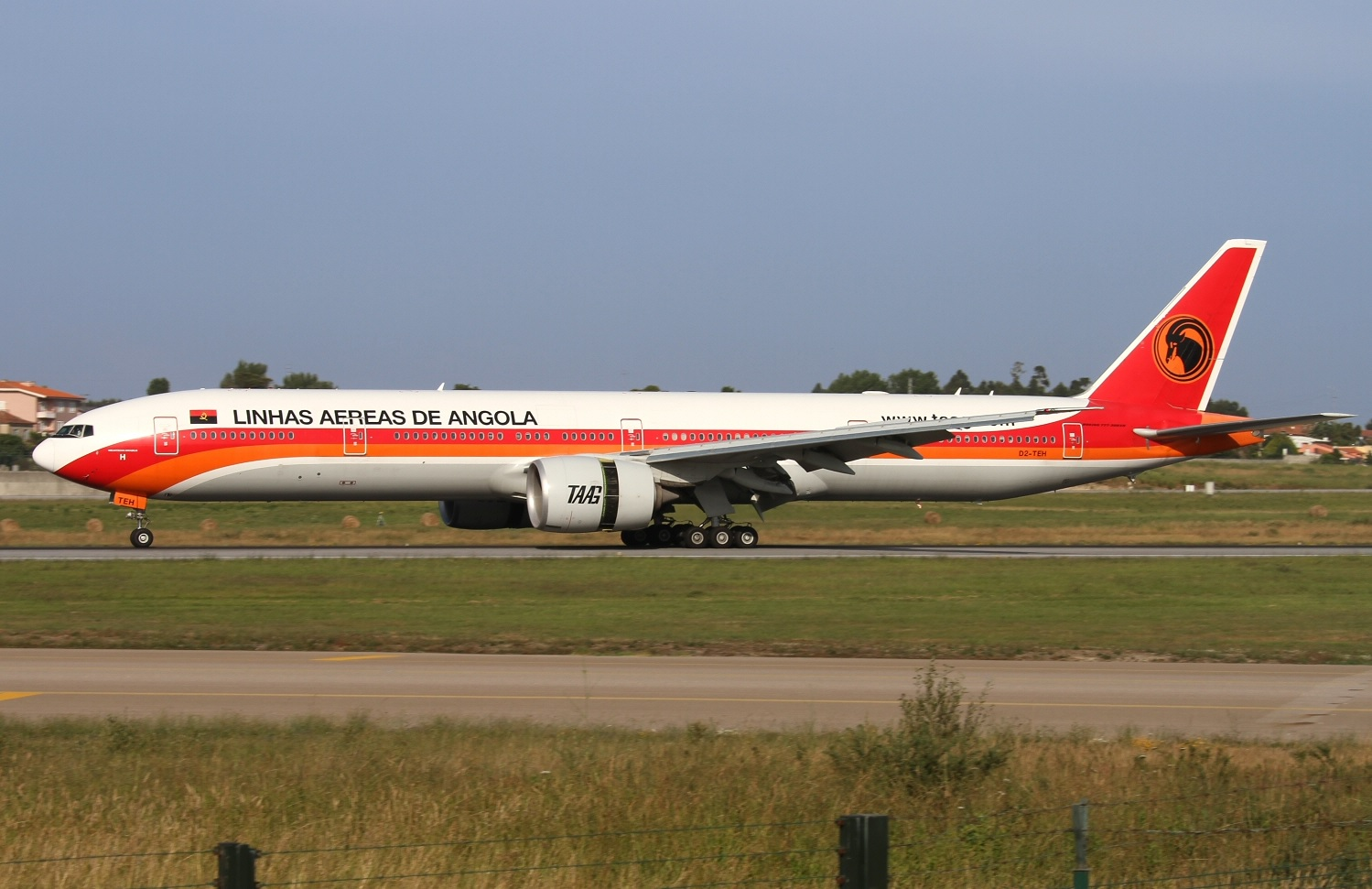
TAAG Angola Airlines Boeing 777-3M2ER

A TAAG Linhas Aéreas de Angola, mais conhecida simplesmente como TAAG, é a companhia aérea nacional de Angola, tendo a sua sede em Luanda. TAAG é um acrónimo para Transportes Aéreos Angolanos.
A empresa atende a 12 destinos domésticos e a 13 destinos internacionais, na África, na América do Sul, e na Europa. É também a única companhia aérea que opera voos regulares (directos ou com escalas) entre a África Central e a América Latina.

## Histórico

### Primeiros anos
A empresa foi criada em 8 de setembro de 1938 como "Divisão dos Transportes Aéreos" (DTA), subordinado à Direcção dos Serviços de Portos, Caminhos de Ferro e Transportes de Angola. No entanto, as suas operações iniciaram-se de facto em 1940, com aviões Dragon Rapide, Klemen e Leopard Moth. Foram assim ativadas as primeiras linhas regulares entre Luanda–Lobito-Moçâmedes e os primeiros voos internacionais Luanda–Ponta Negra.
Em 1948 entraram em serviço os primeiros aviões Douglas DC-3. Catorze anos mais tarde, é adquirido o primeiro avião Fokker F27.
Por intermédio do decreto-lei nº 41053, de 1957, o Serviço da Aeronáutica Civil de Angola (Saca) passa a ter competência e jurisdição sobre a DTA, como maneira de centralizar os serviços aéreos da Angola colonial.
Em 1973 a DTA transforma-se em empresa de capital misto com a designação de "Transportes Aéreos de Angola, S.A.R.L." (TAAG), com capital maioritário do governo (representado pela Saca), 30% da TAP e o restante repartido por empresas privadas. Durante esse período, a TAAG explora os vos domésticos e inicia as carreiras regionais para São Tomé e Vinduque. As rotas Luanda–Lisboa e as ligações a Maputo, Beira e Salisbúria (hoje Harare) são servidos pela TAP com bandeira da TAAG.

### Nacionalização: crescimento exponencial
Em 1975, após a proclamação da independência angolana, a empresa é nacionalizada, mas consegue formar uma parceria com a TAP para a participação da TAAG – como companhia aérea de bandeira – nos voos Luanda–Lisboa. Os primeiros voos Luanda–Lisboa passaram a ser operados por aviões TAP com a antiga sigla DTA - Linhas Aéreas de Angola. Nos voos com destino Lisboa, os passageiros começam a ser assistidos por pessoal de cabine da TAAG. Foram nomeados os primeiros angolanos para a administração da empresa.
Em 3 de março de 1976, com a chegada ao país do primeiro Boeing 737, foi iniciada a era do jato em Angola. Já no ano seguinte a TAAG transporta 230.000 passageiros em voos domésticos, atingindo, em 1978, 795 947. Em voos internacionais o desenvolvimento da companhia passa no mesmo período para 130 838 transportados. Em volume de carga e correio, neste período, são transportadas 43 095 toneladas. A TAAG acumula 31 852 horas, percorrendo 18 milhões de quilómetros.
Em 13 de fevereiro de 1980 é publicado no Diário da República o decreto nº 15/80 que a transforma em "Empresa Linhas Aéreas de Angola - Unidade Económica Estatal", continuando a usar a marca TAAG. O mesmo decreto a separa definitivamente do Saca, que torna-se Empresa Nacional de Exploração de Aeroportos e Navegação Aérea (Enana). Com aquisição dos novos Boeing 707 inicia-se rápido crescimento da TAAG.
No dia 16 de junho de 1985 se iniciaram as operações para o Brasil, com destino Rio de Janeiro com o equipamento Boeing 707.
Em 1986 a TAAG transporta um milhão de passageiros, na maioria tropas cubanas. A queda brusca dos preços do petróleo e o agravamento da situação político-militar no país exigem da empresa um esforço especial. A paralisação quase absoluta dos transportes rodoviários e ferroviários forçam a TAAG a voar entre as principais cidades com ocupações raramente abaixo dos 100% da oferta. Durante anos, a TAAG foi o único elo de ligação entre as cidades do país, empregando 5 mil trabalhadores.
A empresa aumentou a frequência seus voos internacionais para o Rio de Janeiro, Lisboa, Porto e Faro em 1988, com a chegada dos aviões Ilyushin Il-62, de fabricação soviética, que possuía capacidade para mais de 190 passageiros e dispunha de uma autonomia de mais de 9 000 quilômetros.

### Pós-abertura política
Em 1990 a TAAG transporta 700 mil passageiros e cerca de 60 000 toneladas de carga e correio. Esses números fazem com que, em 1991, ocorra a criação duas novas empresas autónomas: a Angola - Air Charter, para voos chárter de carga e passageiros e a Sociedade de Aviação Ligeira (encerrada em 2015), para o serviço de táxi aéreo e de propósito múltiplo, dedicada a voos especializados de desinfestação, combate a incêndios, etc.
Entre 1993 e 1995 a TAAG abre a importante linha internacional de Joanesburgo (na África do Sul), além de reabrir as linhas de Harare (no Zimbábue) e Lusaca (na Zâmbia).
Em 8 de julho de 1997 a TAAG adquire o seu primeiro Boeing 747, a que deu o nome de "Cidade de Cuíto", em homenagem à resistência daquela cidade nas batalhas da Guerra Civil Angolana.
Em novembro de 2006 a TAAG procede a primeira grande renovação da sua frota, realizando a encomenda de sete novos aviões Boeing, sendo: três Boeing 777-200 e outros quatro Boeing 737-700 NG (nova geração).
Em 28 de junho de 2007 um Boeing 737 da TAAG despenha-se com 78 passageiros a bordo, quando tentava aterrar no Aeroporto Pedro Moisés Artur, em Mabanza Congo; confirmam-se 6 vítimas mortais, incluindo o administrador municipal de Mabanza Congo e George Vilanelo, padre católico de origem italiana. O acidente teve lugar às 13h30 horas (hora local).
Em novembro de 2008 o conselho da administração da empresa foi demitido e um novo conselho foi nomeado, em um esforço para obter a remoção da TAAG dentre a lista das transportadoras aéreas proibidas da União Europeia.
Em 2009 inicia-se a rota Luanda–Dubai.

## Incidentes
Em 28 de junho de 2007, um Boeing 737-200 da TAAG despenhou-se nas proximidades do Aeroporto Pedro Moisés Artur, em Mabanza Congo, na província do Zaire, com 78 pessoas a bordo, provocando a morte de seis pessoas. O avião efectuava a ligação entre Luanda e Mabanza Congo, e embateu numa casa, depois de os pilotos terem tentado efectuar uma aterragem de emergência.
Em 6 de dezembro de 2010, um Boeing 777 da TAAG com 126 passageiros a bordo, logo depois de ter descolado do Aeroporto de Lisboa perdeu diversas peças de metal de cinco por quinze centímetros de tamanho ao longo da cidade de Almada, e teve a aterrar de emergência.

## Proibição de voar para Europa 2007–2010
A Comissão Europeia decidiu em 3 de julho 2007 incluir a TAAG na lista negra de companhias aéreas impedidas de voar para Europa. Esta decisão implicou a suspensão de seis voos semanais da TAAG para Lisboa.
Em julho de 2009 a TAAG Air Angola recebeu a permissão de voltar ao espaço europeu, sob a condição de usar unicamente os seus novos Boeing 777-200ER e, a partir de outubro de 2010, os Boeing 737, e só para Lisboa. Em 1 de Agosto de 2009, o primeiro voo da TAAG partiu de Luanda para Lisboa, depois de quase dois anos de ter sido banida do espaço aéreo da UE.
Em março de 2010 a proibição foi ainda mais aligeirada permitindo que a TAAG voasse para todos os aeroportos europeus. Desde então, a TAAG pretende voar para o Aeroporto de Frankfurt ou/e para o Aeroporto de Paris-Charles de Gaulle como um novo destino na sua programação.
A Manutenção de aeronaves Boeing 777-200ER é realizada pela TAP Manutenção e Engenharia Brasil S.A., no Rio de Janeiro, bem como em Pequim por especialistas chineses na empresa Ameco Beijing.

## Frota

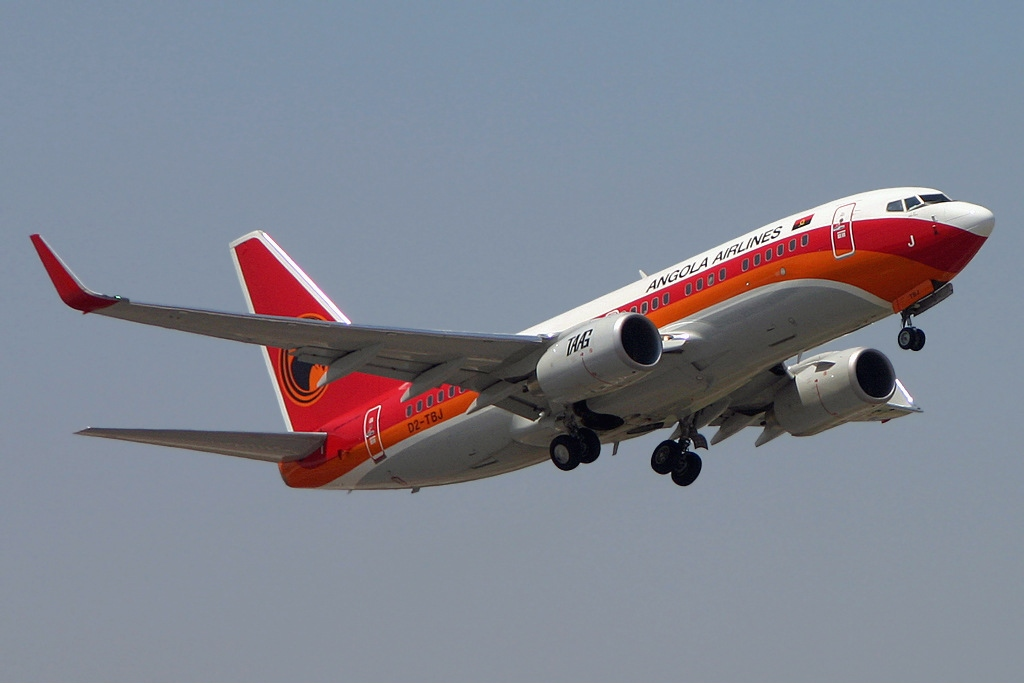
Boeing 737-700 da TAAG

A frota da TAAG inclui as seguintes aeronaves (em 13 de janeiro de 2024):
| Aeronave                | Quantidade | Encomendas | Passageiros | Rotas                        |
| ----------------------- | ---------- | ---------- | ----------- | ---------------------------- |
| Boeing 737-700          | 8          | -          | 120         | Doméstico e Regional         |
| Boeing 777-200ER        | 3          | -          | 314         | Regional e Internacional     |
| Boeing 787-9            | 1          | 1          |             | Regional e Internacional     |
| Boeing 787-10           | -          | 2          |             | Regional e Internacional     |
| Airbus A220-300         | 2          | 13         | 142         | Regional e Internacional     |
| Boeing 777-300ER        | 05         | -          | 386         | Regional e Internacional     |
| De Havilland Dash 8-400 | 06         | -          | 74          | Doméstico e Regional         |
| Boeing 747-400F         | 1          |            |             | Cargueiro voos internacional |
| Total                   | 26         | 16         |             |                              |

| Aeronave        | Total | Passageiros | Rotas                                             |
| --------------- | ----- | ----------- | ------------------------------------------------- |
| Boeing 707      | 03    | 170         | Internacional                                     |
| Boeing 737-200  | 011   | 120         | Doméstico e Regional                              |
| Boeing 747-300  | 03    | 524         | Internacional, 1 alugado da South African Airways |
| Lockheed L-1011 | 01    | 400         | Internacional, alugado da TAP                     |
| Ilyushin Il-62  | 07    | 198         | Internacional                                     |
| Yakovlev Yak-40 | 04    | 30          | Doméstico e Regional                              |

Em junho de 2011 a companhia aérea recebeu seu primeiro recém-adquiridas Boeing 777-300ER, o maior avião bimotor do mundo, de dois encomendados em setembro de 2009. TAAG se tornou a primeira companhia aérea africana na compra e operação deste tipo de aeronaves. O código do cliente para o Boeing da TAAG é M2 (por exemplo, Boeing 777-3M2ER). Em maio de 2016 a TAAG recebeu o sétimo Boeing 777.

### Presidentes do Conselho de Administração / CEO's
- 1977: Roque Martins
- 1978: Armando Manuel
- 1979–1981: Júlio de Almeida
- 1981–1982: Germano Gomes
- 1982–1985: Rui Filomeno de Sá
- 1985–1988: José Fernandes
- 1988: Félix Manuel
- 1988–1991: Mário Rogério von Haff
- 1991–1992: António H. da Silva
- 1992–2000: Miguel Costa
- 2000–2006: Mateus Neto
- 2006–2008: Jesus Nelson Martins
- 2008–2013: António Luís Pimentel Araújo
- 2013–2015: Joaquim Teixeira da Cunha
- 2015–2017: Peter Murray Hill
- Agosto de 2017: foi criada uma Comissão de Gestão, tendo Joaquim Teixeira da Cunha como Coordenador
- Dezembro de 2017: José João Kuvíngua
- Setembro de 2018–2021: Ruí Carreira
- Outubro de 2021-Atualmente:Eduardo Sória